# آديلايد هيكس
آديلايد هيكس (بالإنجليزية: Adelaide Hicks)‏ هي قابلة وممرضة نيوزيلندية، ولدت في 6 مارس 1845 في لندن في المملكة المتحدة، وتوفيت في 20 مايو 1930.